# Международная шкала Фудзиты
Международная шкала Фудзиты представляет собой шкалу, которая измеряет интенсивность торнадо между IF0- и IF5. Она отличается от шкалы Фудзиты и улучшенной шкалы Фудзиты тем, что определеяет урон по торнадо также по скорости ветра, а не от нанесения ущерба. То же самое применяет и другая шкала, Шкала ТОРРО. По сути, является практически той же самой шкалой, что и Шкала Фудзиты, однако существует оценивание минимального ущерба F0 (оценивается как IF0-). Была создана в 2018 году. В основном, сейчас также как и Шкала ТОРРО используется во всех странах Европейского Союза (в том числе и в России), однако не все люди (даже метеорологи) могут её понять. Так как скорость ветра может быть оценочной (не точной), торнадо может соответствовать категории F2 к примеру, если скорость ветра высока (что соответствует категории IF1+ по Международной шкале Фудзиты).

## Параметры Международной шкалы Фудзиты
9 категорий для Международной шкалы Фудзиты перечислены ниже в порядке возрастания интенсивности. На практике индикаторы повреждений в основном используются при определении интенсивности торнадо. 6 мая 2023 года шкала была изменена, сократив количество категорий с 12 до 9.
| Категория | Скорость ветра | Скорость ветра | Скорость ветра |
| --------- | -------------- | -------------- | -------------- |
| Категория | миль/ч         | км/ч           | м/с            |
| IF0       | 55-74          | 90-119         | 25-32          |
| IF0.5     | 75-89          | 120-149        | 33-39          |
| IF1       | 90-109         | 150-179        | 40-49          |
| IF1.5     | 110-134        | 180-219        | 50-59          |
| IF2       | 135-159        | 220-249        | 60-69          |
| IF2.5     | 160-179        | 250-289        | 70-79          |
| IF3       | 180-229        | 299-379        | 80-104         |
| IF4       | 230-289        | 380-469        | 105-129        |
| IF5       | 290 и более    | 470 и более    | 130 и более    |